# Joachim Dreifke
Joachim Dreifke (Greifswald, 26 dicembre 1952) è un ex canottiere tedesco.

## Palmarès

### Olimpiadi
- 2 medaglie:
  - 1 oro (Mosca 1980 nel due di coppia)
  - 1 bronzo (Montréal 1976 nel singolo)

### Mondiali
- 4 medaglie:
  - 3 ori (Lucerna 1974 nel quattro di coppia; Amsterdam 1977 nel singolo; Monaco di Baviera 1981 nel due di coppia)
  - 1 argento (Nottingham 1975 nel due di coppia)